# 奧林達

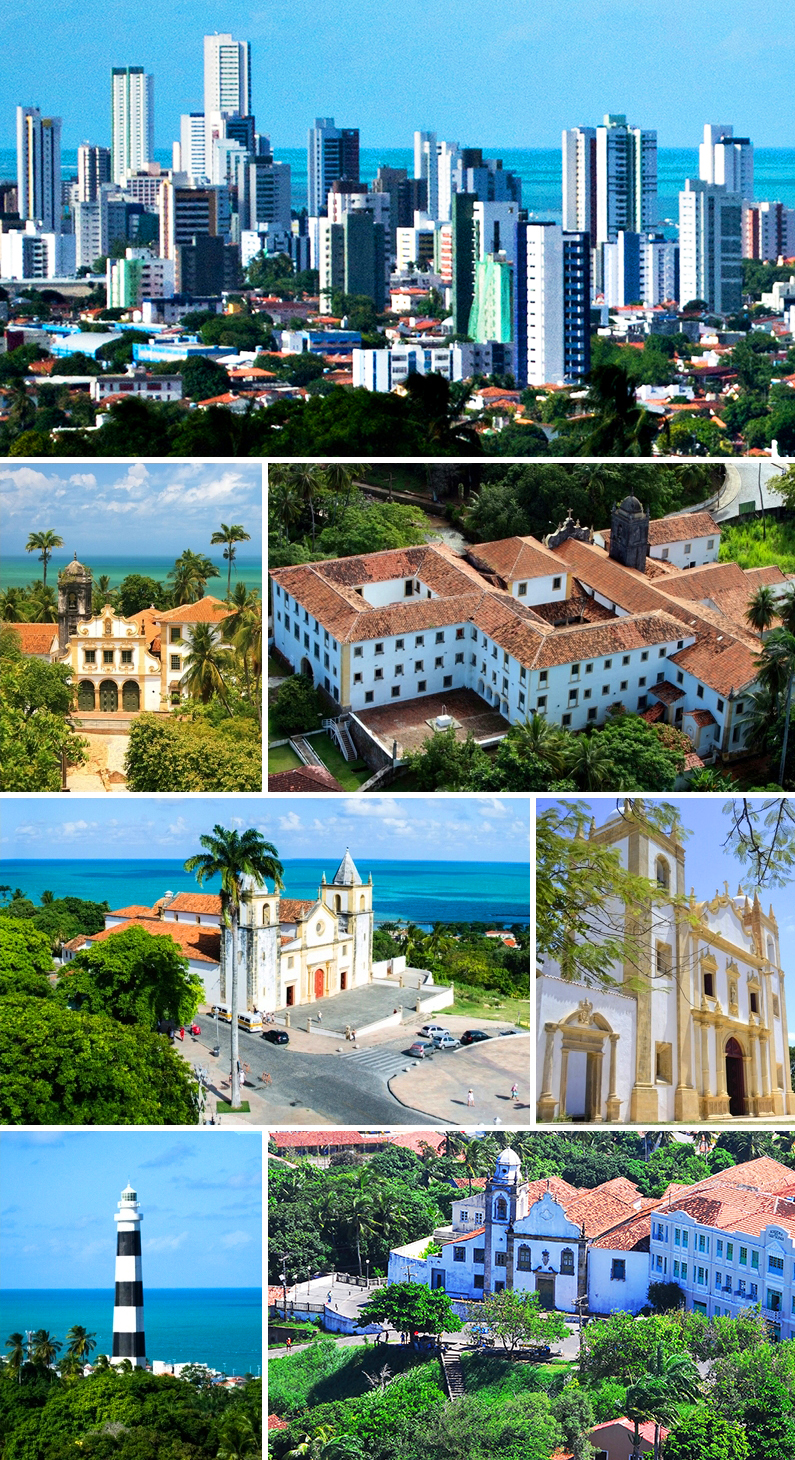

奧林達（葡萄牙語發音：[oˈlĩdɐ]）是巴西的城市，位於該國東部，由伯南布哥州負責管轄，始建於1535年3月12日，面積43.5平方公里，海拔高度16米，受熱帶氣候影響，主要經濟活動有旅遊業、商業、運輸業和工藝業，2009年人口約397,268人，奥林达历史中心已被列入联合国教科文组织世界遗产名录。

## 外部連結
- Official website （页面存档备份，存于）
- https://web.archive.org/web/20130407002251/http://olindavirtual.org/
- https://web.archive.org/web/20060614045202/http://www.olinda.com.br/ Commercial site